# Дайский говор
Дайский говор (чечен. ДӀайн лер) — говор чеберлоевского диалекта чеченского языка. На дайском говоре говорят жители села Дай, расположенного в так называемом Нижнем Чеберлое. Речь жителей села Дай, как и речь других жителей сел Нижнего Чеберлоя, отличается от речи жителей Верхнего Чеберлоя относительным оканьем, возникшим в результате регрессивной ассимиляции гласных. Говор чеченского тайпа дай.
Дайский говор значительно отличается и в области морфологии как от речи жителей Верхнего Чеберлоя, так и от литературного языка рядом особенностей.
Жители Нижнего Чеберлое не считают себя чеберлоевцами и являются носителями особого (дайского) говора чеберлойского диалекта.